# Penrith (Australie)
Pour les articles homonymes, voir Penrith.
Penrith (175 000 habitants) est une ville (city) dans la banlieue ouest de Sydney en Nouvelle-Galles du Sud en Australie, à environ 50 kilomètres du centre-ville, sur la Nepean River.
La ville doit son nom à la ville de Penrith dans le comté de Cumbria en Angleterre.
La région a été découverte par les européens en 1789 quand ils remontèrent la "Nepean River" à laquelle ils donnèrent le nom de Lord Evan Nepean, sous-secrétaire d'État au logement à l'époque. Les premiers colons avaient donné à l'endroit environnant le nom d'Evan mais le gouverneur Lachlan Macquarie le changea pour Penrith en 1818. Macquarie ordonna de construire une route depuis Sydney jusqu'à la Nepean River et elle fut mise en service en avril 1811. Une autre route reliant Parramatta à Penrith fut mise en service en 1817; elle fut prolongée par la route que fit construire William Cox à travers les Blue Mountains.
Le capitaine Daniel Woodriffe fut le premier colon à s'installer à Penrith en 1804 après avoir reçu un droit de propriété sur 1000 acres le long de la Nepean River. Penrith devint commune en 1879 et city en 1959.
Penrith possède l'un des plus grands centres commerciaux du grand-ouest de Sydney, appelé au départ « Penrith Plaza » et maintenant « Westfield Penrith ». Le centre commercial comprend plus de 300 magasins, allant des grands magasins aux magasins spécialisés.
La gare de Penrith est une importante gare ferroviaire sur la ligne North Shore, Nrhtern and Western du réseau Sydney Trains. Il a des services fréquents et est également un arrêt sur la ligne interurbaine des Blue Mountains Line.
La Gare de Penrith a sa propre gare routière (comme le font plusieurs grandes gares de Sydney). Penrith est également desservi par la route 70 de Nightride bus.
Penrith peut être facilement accessible à partir de St. Marys et le mont. Druitt par la Great Western Highway. Accès à partir de l'est est le meilleur obtenu par l'autoroute M4 Western en utilisant soit les sorties North Road ou Mulgoa Road. Si vous voyagez à l'est des Montagnes Bleues, l'accès est mieux obtenu par la Great Western Highway. L'accès par le sud peut être obtenu par la route du Nord et Mulgoa Road, au nord de Castlereagh road ou Richmond Road, ou du nord et du sud via Westlink M7 et de l'autoroute de l'Ouest M4.
Penrith abrite le club de rugby à XIII des Penrith Panthers. Le club évolue en National Rugby League depuis 1967. Ils ont été champions à trois reprises en 1991, 2003 et 2022.

## Perssonnalités liées
- James Turner (né en 1996 à Penrith), athlète paralympique australien, triple champion paralympique et septuple champion du monde.

## Jumelage
Depuis 1989, Penrith est jumelée avec son homonyme britannique,.